# Rysk–japanska kriget
Rysk–japanska kriget (japanska: 日露戦争; romaji: Nichi-Ro Sensō; ryska: Русско-японская война Russko-japonskaja vojna 1904–1905) var en militär konflikt som växte fram ur japansk och rysk imperialistisk strävan i Korea och Manchuriet. Kriget utkämpades huvudsakligen om staden Port Arthur (det vill säga Lüshunkou/Ryojun) och Liaodonghalvön samt järnvägen från hamnen till Harbin.

## Orsaker till kriget

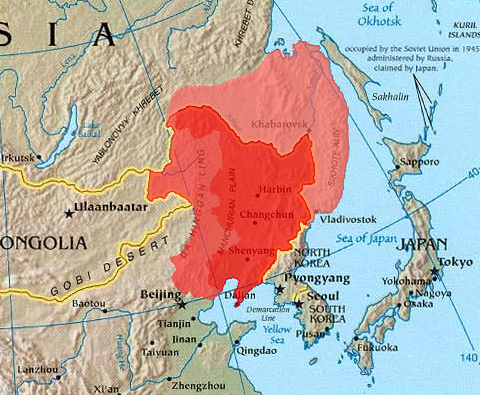
Manchuriet.

I slutet av 1800-talet och i början av 1900-talet tävlade flera västerländska länder om inflytande, handel och landområden i Östasien samtidigt som Japan strävade efter att bli en modern stormakt. Japans läge gjorde att det fokuserade på Chosondynastins Korea och Qingdynastins norra Kina, vilken ledde till en kamp med grannen Ryssland. Den japanska ansträngningen att ockupera Korea ledde till första sino-japanska kriget. Japans seger mot Kina ledde till undertecknandet av fördraget i Shimonoseki den 17 april 1895 i vilket Kina övergav sina anspråk på Korea, och även överlät Taiwan och Port Arthur. 
Tre västerländska stormakter (Ryssland, Tyskland och Frankrike) pressade genom Trippelinterventionen den 23 april 1895 Japan att ge upp Port Arthur, och ryssarna förhandlade 1898 med Kina om ett 25-årigt avtal om marinbasen. Under tiden försökte japanska trupper att ta över Korea, som hade en försvarspakt med Ryssland. Boxarupproret år 1900 gav Ryssland en anledning att ockupera större delen av Manchuriet och delar av Korea.
Japan ville på inga villkor låta Korea komma i ryssarnas händer. En resa till Petersburg, som Hirobumi Ito företog i början av år 1902, ledde inte till någon uppgörelse. Däremot fick Japans hållning starkt stöd hos Rysslands gamla motståndare Storbritannien. Redan i slutet av januari 1902 slöt Storbritannien och Japan ett fördrag på fem år om att upprätthålla det bestående tillståndet i Östasien. I detta fördrag förband sig de båda staterna att förbli neutrala ifall den andra blev angripen av en enda motståndare, och att komma till hjälp ifall en annan makt kom angriparen till undsättning. Ryssland tillkännagav därpå att dess förbund med Frankrike även gällde för Östasien.
Under dessa förhandlingar hade en viktig del av den transsibiriska järnvägen fullbordats av ryssarna, och det var nu möjligt att snabbt och säkert skicka ryska trupper från Moskva till Vladivostok och Port Arthur. I augusti 1903 öppnade Japan underhandlingar med Ryssland om Manchuriets utrymmande och Koreas betryggande mot ryskt inflytande. Ryssland ville å sin sida inte tillåta japanerna att militärt besätta några platser i Korea. För att betrygga förbindelsen mellan sina östasiatiska hamnar krävde Ryssland obegränsad fri skeppsfart genom Koreasundet. Ryssland ville inte sträcka sig längre än att gå med på fasthållandet av en neutral zon i Korea. Norr om denna zon skulle det ryska, söder därom det japanska inflytandet dominera. Om denna zon kunde man dock inte komma överens.
Japan sände, efter att ha misslyckats med att förhandla fram ett fördelaktigt avtal med Ryssland, ett ultimatum den 31 december 1903, och avbröt de diplomatiska relationerna 6 februari 1904, men började att attackera den ryska flottan vid Port Arthur tre timmar innan ultimatumet tagits emot av den ryska regeringen. Båda sidor förklarade varandra krig 10 februari. Något krav på krigsförklaring före ett anfall fanns inte före Haagkonventionens tillkomst 1907, men efter attacken mot Pearl Harbor 1941 nämndes den i den allierade propagandan som exempel på att japanerna föredrog överraskningsanfall.

## Kriget

### 1904
Port Arthur, på Liaodonghalvön i södra Manchuriet, hade befästs som en av huvudmarinbaserna av ryssarna. Japanerna behövde kontrollera havet för att kunna strida på det asiatiska fastlandet, så ett av deras första militära mål var att neutralisera den ryska flottan vid Port Arthur. På natten den 8 februari inledde den japanska flottan under ledning av amiral Togo Heihachiro med en överraskande torpedattack mot de ryska fartygen vid Port Arthur och skadade två ryska krigsfartyg rejält. Attackerna utvecklades till belägringen av Port Arthur följande morgon. En rad oavgjorda sjöstrider följde där japanerna inte klarade att attackera den ryska flottan på grund av beskjutningen från land och ryssarna vägrade att lämna hamnen för en strid till havs, särskilt efter amiral Stepan Makarovs död 13 april. Detta ledde till att japanerna kunde landstiga nära Incheon i Korea, varifrån de ockuperade Seoul och sedan resten av Korea. I slutet av april var den japanska armén, under ledning av Kuroki Tamemoto, redo att korsa Yalufloden in i det ryskockuperade Manchuriet.
I motsats till den japanska strategin att med snabba segrar kontrollera Manchuriet, gick den ryska strategin ut på att fördröja handlingar för att vinna tid för att bygga klart den transsibiriska järnvägen så att förstärkningar kunde anlända. Järnvägen hade i juli 1903 byggts klart till Bajkalsjön men där var ryssarna beroende av en enda isbrytande färja.
Den 1 maj inleddes slaget vid Yalufloden, då japanska trupper intog en rysk position efter att gått över floden från andra sidan. Detta var den första större landstriden under kriget. Japanska trupper fortsatte landvägen till flera platser längs den manchuriska kusten och stred många strider för att driva tillbaka ryssarna till Port Arthur. Dessa slag, däribland slaget vid Nanshan den 25 maj, kännetecknades av stora japanska förluster vid ryska skyttegravar, där ryssarna förblev passiva och misslyckades att gå till motangrepp.
Genom landstigningar på halvön som förband Port Arthur med fastlandet, kunde japanerna isolera örlogsbasen. Flera misslyckade utbrytningsförsök gjordes, utan framgång. Vid Liaojang vid järnvägen från Port Arthur stod i slutet av augusti och början av september ett fjorton dagar långt slag där ryssarna försökte hindra stadens inringning. Efter stora förluster på båda sidor tvingades de ryska trupperna att dra sig tillbaka. I september blev järnvägen runt Bajkalsjön klar så att nya ryska förstärkningar kunde anlända. I oktober gjorde Aleksej Kuropatkin ett försök att bryta belägringen genom slaget vid Shaho som ledde till nya blodbad men inte lyckades åstadkomma en genombrytning av fiendens linjer.
Efter Port Arthurs fall kunde japanerna frigöra belägringshären för att stärka sin frontarmé, och efter ett nytt blodigt slag utanför Mukden i februari tvingades ryssarna att retirera från staden.
För att ersätta de stora marina förlusterna skickades den ryska östersjö- och svartahavsflottan till Stilla Havet. Östersjöflottan under befäl av Zinovij Rozjestvenskij  siktade den 21 oktober 1904 okända fartyg vid Doggers bankar och öppnade eld mot dem i tron att var japanska torpedbåtar. Det visade sig vara brittiska fiskare varav tre dödades. Även några svenska fiskebåtar besköts. Händelserna ledde till att sympatierna för Ryssland minskade i omvärlden och att britterna nekade dem tillträde till Suezkanalen. Östersjöflottan måste därför hyra tyska kolbåtar för att transportera deras bränsle innan de påbörjade en besvärlig färd runt hela Afrika.  
Under tiden kunde de japanska trupperna runt Port Arthur rycka allt närmare, och fullständigt förstöra de kvarvarande ryska fartygen i hamnen. 2 januari 1905 kapitulerade den ryske kommendanten Anatolij Michajlovitj Stössel.

### 1905
I maj nådde flottan kinesiska havet för att krossas av den japanska flottan i slaget vid Tsushima i 28 maj 1905. Ryssland stod nu nästan helt utan sjöstridskrafter.

## Freden
Under fredsförhandlingarna i Portsmouth, i New Hampshire, företräddes Japan av Komura Jutaro och Takahira Kogoro, medan Ryssland företräddes av Sergej Witte och Roman Rosen. Förhandlingarna inleddes i början av augusti 1905 och pågick i ungefär fyra veckor.
Japans första långt gående krav avböjdes av Ryssland, särskilt allt slags utbetalande av krigsomkostnader samt utlämnandet av de krigsskepp som undkommit till neutrala hamnar. Japan gav efter i dessa punkter, och så kom freden till stånd den 5 september. Japan fick herraväldet över Korea samt de tidigare ryska besittningarna i Liaodong (Port Arthur och Dalian). Ryssland avstod södra halvan av ön Sachalin. Manchuriet skulle återlämnas till Kina och utan inskränkning stå öppet för alla länders handel. Järnvägsbanan i Manchuriet skulle i sin norra sträcka handhas och militärt bevakas av Ryssland, i sin södra del av Japan. Sjöfarten genom sundet förklarades fullkomligt fri.
Freden förhandlades fram med hjälp av amerikanska diplomater. Somliga hävdar att detta hindrade Japan från att kräva samma privilegier som en europeisk stormakt skulle kunna gjort. I så fall skulle Japans fientlighet till USA i grunden kunna härstamma från att de kände sig lurade på fredsförhandlingarna och krigsvinsten. "De har behandlat oss som förlorare" är ett citat från en japansk amiral som troligen beskriver en känsla hos många japaner efter freden.[källa behövs]

## Följder
Rysslands förlust i kriget gjorde att det ryska missnöjet med tsaren växte och var en viktig bidragande orsak till den ryska revolutionen 1905.
Utgången av det rysk-japanska kriget innebar inte endast ett stärkande och betryggande av Japans stormaktsställning utan även en seger för Storbritannien över dess motståndare i världspolitiken, Ryssland. Redan under fredsunderhandlingarna blev förbundet mellan Storbritannien och Japan förnyat på tio år (den 12 augusti 1905) och utvidgat så att vardera makten lovade den andra hjälp emot oprovocerade angrepp från ett tredje håll. Här betonades uttryckligen att förändringar, som Japan kom att vidta på Korea eller Storbritannien i de indiska gränsområdena, inte skulle uppfattas som provokation. Om en främmande makt på grund av sådana åtgärder grep till vapen, inträdde alltså den hjälpförpliktelse som stadgats i förbundet. På så sätt restes för första gången ett effektivt hinder mot Rysslands utvidgningspolitik i öster.
Korea blev redan hösten 1905 tvingat till ett fördrag som i praktiken grundlade det japanska herraväldet i landet. När kejsaren av Korea två år senare försökte skaka av sig beroendet blev han avsatt, och hans son fick nöja sig med kejsartiteln medan hela styrelsemakten övergick till Japan.
Kriget var ett av de första mellan moderna arméer sedan Fransk-tyska kriget 1870–1871, där de oerhörda förlusterna till artilleri och kulsprutor gav föraning om vilken slakt första världskriget skulle bli.